# Jądro nerwu twarzowego
Jądro nerwu twarzowego, jądro ruchowe nerwu twarzowego, jądro twarzowe (łac. nucleus nervi facialis, nucleus motorius nervi facialis, nucleus facialis) – w anatomii człowieka struktura mózgu, zaliczająca się do jąder nerwów czaszkowych. Odpowiada za unerwianie mięśni wyrazowych, mięśnia strzemiączkowego, mięśnia rylcowo-gnykowego i brzuśca tylnego mięśnia dwubrzuścowego.
Jądro nerwu twarzowego ma długość 4 mm. Przyjmuje kształt owalny bądź skośny czworokątny, jeśli obserwuje się je na przekroju poprzecznym. Jego długa oś biegnie wtedy od strony przednioprzyśrodkowej w kierunku tylnobocznym.
W skład tej struktury wchodzą perykariony neuronów nie różniące się szczególnie od ciał komórek nerwowych innych nerwów czaszkowych. Wyróżnia się kilka grup tych komórek w obrębie jądra twarzowego. Najczęstszy podział wyróżnia boczno-przednią, pośrednią oraz przyśrodkową tylną część tego jądra. Natomiast podział zaproponowany przez Pearsona obejmuje aż 6 części. Istnieją przypuszczenia, zgodnie z którymi w poszczególnych grupach leżą ciała neuronów unerwiających różne mięśnie.
Jądro ruchowe nerwu twarzowego leży w obrębie mostu, w jego części grzbietowej. Zaczyna się ono w miejscu, gdzie spotykają się most i rdzeń przedłużony. Jądro to leży za jądrami ciała czworobocznego. Od tyłu od niego znajduje się jądro rdzeniowe nerwu trójdzielnego, leży on również po części bocznie od jądra ruchowego nerwu twarzowego.
Włókna nerwowe perykarionów zgrupowanych w jądrze twarzowym (włókna korzeniowe nerwu twarzowego) zmierzają początkowo, w obrębie części pierwszej korzenia nerwu twarzowego, w kierunku przyśrodkowo-tylnym, przemierzając twór siatkowaty w kierunku skośnym. Następnie zmieniają kierunek, kierując się do góry, stykając się bocznie z jądrem nerwu odwodzącego. Idą dalej poprzecznie, tworzą wzgórek nerwu twarzowego. Leży on na dnie komory czwartej. Ich następujące dalej zagięcie określa się mianem kolana nerwu twarzowego.
W części drugiej korzenia nerwu twarzowego zmierzają przednio-bocznie i w dół, w okolicy jądra nerwu twarzowego. Wydostają się na styku mostu, rdzenia przedłużonego i konara środkowego móżdżku.